# Goodbye Deponia
Goodbye Deponia is een Point-and-click adventure van Daedalic Entertainment en werd uitgebracht op 15 oktober 2013. Het is het derde en een-na laatste deel uit de Deponia-reeks. Op 1 maart 2016 verscheen het computerspel Deponia Doomsday wat door de ontwerpers wordt omschreven als een "parallelic" en dusdoende geen prequel of sequel is van de trilogie.

## Spelbesturing
Het spel volgt het principe van een klassiek point-and-click avonturenspel: de speler bestuurt het personage Rufus. Rufus kan conversaties aangaan met andere personages en een inventaris opmaken van objecten die her en der te vinden zijn. Deze objecten dient men te combineren en te gebruiken om allerhande puzzels op te lossen. Verder bevat het spel nog enkele optionele minigames.

## Verhaal
Het introductiefilmpje bestaat uit enkele korte scènes waar de gebeurtenissen uit de twee vorige spellen beknopt worden vermeld.

### Proloog
Rufus, Goal en Doc zijn op Bozo’s schip. Tezelfdertijd meldt Cletus aan Argus dat niet Goal werd gevangengenomen, maar wel Donna. Argus stuurt Cletus en de robot Oppenbot op missie om Goal terug te vinden.

### Deel 1 - Het hotel
Nadat Bozo’s schip volledig wordt vernield, gaan de vier te voet verder en overnachten ze in een hotel. Daar installeren Doc en Bozo een laboratorium zodat ze de drie Goal-persoonlijkheden terug kunnen samenvoegen. Rufus biedt zijn hulp aan. Doc en Bozo willen dit niet en besluiten dan maar om Rufus op pad te sturen om een fictief voorwerp te zoeken. Niet veel later arriveren Cletus en Oppenbot ook in het hotel. Rufus verneemt dat Cletus in zijn kamer het voorwerp heeft dat Doc en Bozo (zogezegd) nodig hebben. Eenmaal in bezit keert Rufus terug naar het laboratorium, waar blijkt dat de operatie is afgelopen. Rufus is boos en verlaat de kamer, maar loopt dan recht in de handen van Argus. Rufus en Goal kunnen Argus ervan overtuigen dat Rufus Cletus is. Rufus draagt namelijk de kledij van Cletus en is daarnaast zijn dubbelganger. Daarop neemt Argus hen mee zodat ze de laatste Organonboot naar Elysium kunnen nemen die vertrekt in Porta Fisco.

### Deel 2 - Het Organonschip
Rufus en Goal krijgen een luxekamer op het Organonschip. Daar doet Rufus zijn vermomming uit, maar komt vervolgens tot de conclusie dat er een camera in de kamer hangt. Daarom gaat Rufus naar de computerkamer om de opnames te vernietigen. Hij wordt betrapt, maar kan ontsnappen en verbergt zich in een robot. Goal wordt opgepakt en naar Argus gebracht. Wanneer Argus zijn militaire helm verwijdert, blijkt dat ook hij als twee druppels water lijkt op Rufus en Cletus. Rufus, nog steeds in de robot, wil Goal helpen, maar spuit per ongeluk gif in haar lichaam. Terwijl Goal langzaam sterft, geeft ze toe dat ze van Rufus houdt. Argus duwt de robot, waarin Rufus zit, van het schip waardoor Rufus terug eindigt op de begane grond.

### Deel 3 - De Hel
Rufus komt aan in de “hel”, maar al snel wordt duidelijk dat hij in een kloonfabriek is beland die wordt geleid door de mysterieuze Hermes. Hermes blijkt degene te zijn die Elysium oprichtte omdat hij vond dat Deponia onleefbaar was geworden. Hij is ook degene die de Organon creëerde. Daarbij gebruikte hij een chemische formule die in staat is om de klonen direct op een bepaalde leeftijd te brengen. Hermes onthult ook dat Rufus, Cletus en Argus drie prototypes zijn van de kloonfabriek, nog voordat de Organon werd geproduceerd. De Organon werden zo gemuteerd dat ze niet bang zijn om te sterven. Rufus, Argus en Cletus leven enkel nog omwille van genmutaties. Hun egocentrische gedrag is een rechtstreeks gevolg van een eigenschap van het prototype. Het grote verschil tussen Rufus en de twee anderen is dat Rufus het gen voor “hoop” nog heeft meegekregen.
Niet veel later valt er een dood lichaam uit de lucht. Rufus herkent Goal in de dode vrouw en wil Hermes overtuigen om haar te klonen. Echter heeft Hermes zonet zelfmoord gepleegd, dus moet Rufus eerst een manier zoeken om Hermes te klonen. Eenmaal dat gelukt is, wordt Goal gekloond. Omdat een bepaalde chemische vloeistof op is, komt Goal terug als baby en niet als volwassene. Omwille van een ongeval valt Goal in de afvoer. Rufus heeft nu een probleem: hij moet tegelijkertijd Goal redden, de Organon stoppen en ervoor zorgen dat Deponia niet wordt opgeblazen. Daarom beslist hij om zichzelf twee keer te klonen zodat er drie Rufussen zijn.

### Deel 4 - Driemaal Rufus
De eerste Rufus gaat op zoek naar baby Goal. Ondertussen is de chemische vloeistof om klonen ouder te maken terug beschikbaar en neemt hij dit mee. Rufus springt ook in het afvoerkanaal en belandt zo in de riolen onder Porta Fisco. Daar blijkt dat hij onderweg de chemische vloeistof is verloren. Deze werd gevonden door de “flessenheks” die de vloeistof voor vijf Zlotti’s heeft verkocht aan de lokale café-uitbater. Rufus vindt Goal in het kanaal, maar ook drie wezen. De wezen willen dat Rufus hen niet verlaat en achtervolgen hem. Daardoor wil de buitenwipper Rufus niet binnenlaten in het café. Rufus moet dus eerst een manier vinden om de kinderen in slaap te doen vallen. Wanneer hij uiteindelijk terug in bezit is van de vloeistof, blijkt dat de grot waar hij de kinderen in achterliet de muil was van een monster dewelke twee kinderen heeft opgegeten. Een van de kinderen is nog aanwezig en verklaart dat baby Goal door het water werd meegevoerd. Rufus vindt Goal die even later door een draaikolk wordt meegezogen. Rufus springt vervolgens ook in de draaikolk.
De tweede Rufus zoekt het rebellenleger op. Zij “herkennen” Rufus niet meer en willen enkel helpen als iemand kan verzekeren dat hij wel degelijk Rufus is. Daarom zoekt hij Bozo op, maar deze blijkt ondertussen in een depressie beland te zijn. Rufus moet een manier zoeken om Bozo te genezen. Nadat dit lukt, gaat Bozo mee naar het rebellenleger om de identiteit van Rufus te bevestigen. Eenmaal in het hoofdkantoor blijkt dat Rufus’ pleegvader de leiding heeft overgenomen. Hij geeft Doc de opdracht om Elysium op te blazen, maar Rufus tracht er alles aan te doen om dat te verhinderen. De verbazing bij de rebellen is groot wanneer plots uit een van de leidingen een baby verschijnt en niet veel later een tweede Rufus. De tweede Rufus spuit de chemische stof in bij Goal, maar dan blijkt dat de baby niet Goal is, maar wel het psychisch gestoorde, Elysiaanse meisje Donna. Het rebellenleger is kwaad op beide Rufussen omdat, in hun ogen, Rufus alweer gefaald heeft. Het komt zover dat de pleegvader een van de twee Rufussen neerschiet. De andere Rufus neemt zijn gewonde versie mee en beiden vluchten. De gewonde Rufus sterft niet veel later.
De derde Rufus gaat naar het Organonstation waar de laatste boot vertrekt. Daarbij moet hij in het kantoor van Argus op zoek gaan naar de codes voor de laatste toegangspoort. Hij wordt betrapt door Argus, maar kan hem nogmaals overtuigen dat hij Cletus is. Rufus gaat naar de laatste toegangspoort, maar ondertussen weet Argus dat hij Rufus is en wordt hij tegengehouden. Rufus is verbaasd wanneer blijkt dat ook Goal aanwezig is op het schip. Argus verklaart dat Goal werd gered, maar dat ze Donna hebben uitgeschakeld. Argus duwt Goal van het schip. Rufus springt haar achterna. Hij overleeft de val niet.
Goal arriveert in het rebellenkamp en kan iedereen overtuigen dat het net dankzij Rufus is dat Deponia nog niet werd opgeblazen. Ze zegt ook dat Rufus’ idiote plannen wel degelijk een positief effect hebben. Daarop vragen de rebellen of Rufus nog een plan heeft om de laatste boot te doen stoppen. Rufus ontwerpt een plan waarbij het volledige verzet met een raket wordt afgeschoten naar de Organonboot. Hijzelf zal zich daar voordoen als Cletus.

### Deel 5 - Het einde
Het plan lukt, maar Rufus wordt aanzien als Argus en komt zo terecht bij Ulysses, de huidige leider van de Organon. Rufus is verbaasd wanneer Ulysses onthult dat hij de vader is van Goal. Hij is nog steeds van plan om Deponia op te blazen, waarbij ook de Organonboot waarop ze zich bevinden zal ontploffen. Ulysses is van mening dat Goal ondertussen al in Elysium is. Rufus kan het tegendeel bewijzen, maar het onomkeerbare commando om Deponia op te blazen, is reeds gestart.
Rufus kan Argus en Cletus overtuigen om een manier te zoeken om de bom onschadelijk te maken. Dit lukt, maar de drie geraken vast in een rotor. Zij worden gevonden door Goal. Het wordt al snel duidelijk dat Goal slechts een van de drie kan redden. Zij wil Rufus redden, maar ze weet niet welke de echte Rufus is. Daarbij komt dat de rotor de Organonboot in zijn evenwicht moet houden. Omdat de werking verstoord is, dreigt de boot te kapseizen waardoor iedereen zal sterven. Uiteindelijk beslist de echte Rufus om zich op te offeren. Hij laat uitschijnen dat hij Cletus is en dat Cletus de echte Rufus is. Daarop laat hij zich naar beneden vallen. Tijdens zijn val blijkt dat zijn fan Barry hem is achterna gesprongen. Barry vertelt over de morele reis die Rufus doorheen het verhaal heeft afgelegd, maar stort te pletter tegen een satelliet. Rufus barst vervolgens in lachen uit. Op het schip boven hen redt Goal ondertussen Cletus, waardoor Argus komt te sterven.
Goal neemt “Rufus” mee naar de Raad van Elysium. Daar blijkt dat Elysium van plan was om Deponia op te blazen en de energie die bij deze ontploffing vrij zou komen te gebruiken om naar de planeet Utopia te reizen. Zij zouden dit echter enkel doen indien Deponia onbewoond was; daarom hadden zij Goal en Cletus op hun missie naar Deponia gestuurd. De Raad is bezorgd: de nieuwe situatie heeft ertoe geleid dat Elysium overbevolkt is en dat er te weinig voorraden zijn. Dit is enkel op te lossen door terug op Deponia te gaan wonen. Goal raadt aan om te luisteren naar het advies van "Rufus". Cletus heeft voor zichzelf beslist dat hij verder door het leven zal gaan als Rufus. Of de echte Rufus de val heeft overleefd, wordt niet kenbaar gemaakt.